# Richard Kirwan
Richard Kirwan FRS (1 de agosto de 1733 — 22 de junho de 1812) foi um químico irlandês.
Foi um dos últimos defensores da teoria do flogisto. Kirwan atuou nos campos da química, meteorologia e geologia. Em sua contemporaneidade foi muito popular, mantendo correspondência e encontros científicos com Antoine Lavoisier, Joseph Black, Joseph Priestley e Henry Cavendish.

## Honras e atividades
- Membro da Royal Society, 1780
- Medalha Copley, 1782
- Royal Irish Academy (1799 — 1812) - Presidente
- Wernerian Natural History Society de Edinburgo, 1808 - membro fundador honorário

## Obras

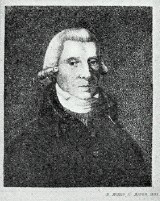
Richard Kirwan - Portrait by Hugh Douglas Hamilton

- Elements of Mineralogy (1784)
- Essay on Phlogiston and the Constitution of Acids (1787)
- An Estimate of the Temperature of Different Latitudes (1787)
- Essay of the Analysis of Mineral Waters (1799)
- Geological Essays (1799)
- The Manures Most Advantageously Applicable to the Various Sorts of Soils (1796; sixth edition in 1806)
- Logick (1807)
- Metaphysical Essays (1809)
- An Essay on Human Happiness (1810)